# 韦尔诺勒
韦尔诺尔（法語：Vernols，法語發音：[vɛʁnɔl]）是法国康塔尔省的一个市镇，属于圣弗卢尔区。

## 地理
韦尔诺勒（45°13'34"N, 2°53'25"E）面积24.2 平方千米，位于法国奥弗涅-罗讷-阿尔卑斯大区康塔爾省，该省份为法国中南部省份，位于法國中央高原中心，北起科雷兹省、上盧瓦爾省和多姆山省，西接洛特省和科雷兹省，南至阿韦龙省和洛特省，东临上盧瓦爾省和洛泽尔省。
与韦尔诺勒接壤的市镇（或旧市镇、城区）包括：阿朗什、迪耶讷、朗代拉、圣萨蒂南、塞居莱维拉、沙利纳尔格、沙瓦尼亚克。
韦尔诺勒的时区为UTC+01:00、UTC+02:00（夏令时）。

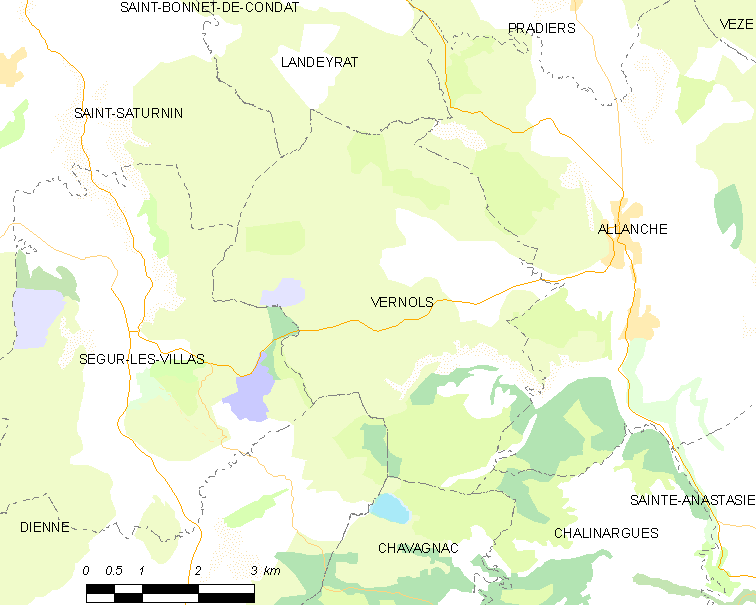
韦尔诺勒的OSM定位图

## 行政
韦尔诺勒的邮政编码为15160，INSEE市镇编码为15253。

## 政治
韦尔诺勒所属的省级选区为米拉县。

## 人口

1962-2008年间韦尔诺勒人口变化图示

韦尔诺勒于2022年1月1日时的人口数量为59人。